# 秋田県出身の人物一覧
秋田県出身の人物一覧（あきたけんしゅっしんのじんぶついちらん）は、Wikipedia日本語版に記事が存在する秋田県出身の人物の一覧表である。

## 公人

### 政治家
- 石井浩郎：参議院議員、内閣府副大臣、国土交通副大臣、復興副大臣、元プロ野球選手（近鉄バファローズ・読売ジャイアンツなど、打点王）（八郎潟町）
- 石田博英：衆議院議員、労働大臣、運輸大臣、内閣官房長官（大館市）
- 金田勝年[1]：衆議院議員、法務大臣（潟上市）
- 川口博：衆議院議員（小坂町）
- 川村竹治[2]：貴族院議員、司法大臣、台湾総督、南満州鉄道社長
- 佐々木満：参議院議員、国務大臣（総務庁長官）（秋田市）
- 柴田正敏：第73代全国都道府県議会議長会会長、第68代秋田県議会議長、秋田県議会議員、元雄物川町議会議員（横手市）
- 菅義偉：衆議院議員、第99代内閣総理大臣（湯沢市）
- 須磨弥吉郎：衆議院議員（秋田市）
- 高橋千鶴子：衆議院議員（能代市）
- 成田直衛：衆議院議員（北秋田市）
- 根本龍太郎：衆議院議員、農林大臣、建設大臣（大仙市）
- 野呂田芳成：衆・参議院議員、農林水産大臣、防衛庁長官（能代市）
- 町田忠治：衆議院議員、農林・商工・大蔵大臣、立憲民政党・日本進歩党総裁（秋田市）
- 水野錬太郎：貴族院議員、内務大臣、文部大臣、社寺局長、地方局長
- 村岡兼造：衆議院議員、郵政大臣、運輸大臣、内閣官房長官、自民党総務会長（由利本荘市）
- 横山助成：貴族院議員、京都・東京など6府県の知事、警視総監（大館市）

### 行政
- 櫻庭英悦[3]：農林水産省食料産業局長、内閣官房内閣審議官（天王町）
- 佐々木喜久治：消防庁長官、秋田県知事（小坂町）
- 佐々木伸彦：第13代日本貿易振興機構理事長、元経済産業審議官、元経済産業省通商政策局長（秋田市）
- 銭谷真美：文部科学事務次官、東京国立博物館館長（秋田市）
- 谷藤正三：北海道開発事務次官、工学博士（秋田市）
- 富樫総一：労働事務次官、中小企業退職金共済事業団理事長（秋田市）
- 土田國保：警視総監（由利本荘市）
- 土田正顕：国税庁長官、東京証券取引所理事長、（株）東京証券取引所（現　日本取引所グループ (JPX)）初代社長（由利本荘市）

### 軍人
- 大島久直：陸軍大将
- 白瀬矗：陸軍中尉、探検家（南極）（にかほ市）
- 西村祥治：海軍中将（男鹿市）
- 石塚勲：航空幕僚長
- 荒谷卓：一等陸佐
- 太田清彦：陸将補

### その他
- 明石康：国際連合事務次長（大館市）
- 西村修平：政治活動家（男鹿市）
- 村上一郎：建国義勇軍首謀者

## スポーツ

### 野球
- 赤根谷飛雄太郎：急映フライヤーズ・東映フライヤーズ、プロ野球界の漢字のみの名前で一番名前が長い（秋田市）
- 足利豊：福岡ダイエーホークス、横浜ベイスターズ（秋田市）
- 石井大智：阪神タイガース（秋田市）
- 石川雅規：東京ヤクルトスワローズ、デビューから5年連続2桁勝利（秋田市）
- 石塚綜一郎：福岡ソフトバンクホークス（秋田市）
- 石戸四六：国鉄スワローズ、20勝投手（大館市）
- 石山泰稚：東京ヤクルトスワローズ、2012年ドラフト1位（秋田市）
- 伊藤勝三：大東京軍、日本プロ野球初の選手兼任監督（秋田市）
- 遠藤成：阪神タイガース、オリックスバファローズ（にかほ市）
- 落合博満：ロッテ、中日、巨人、日本ハム
史上唯一の三冠王3回達成、監督として正力賞受賞（男鹿市）
- 小野和幸：西武、中日、ロッテ、最多勝利（1988年）（秋田市）
- 鎌田祐哉：東京ヤクルトスワローズ、東北楽天ゴールデンイーグルス（秋田市）
- 加藤良三：プロ野球コミッショナー、アメリカ合衆国駐箚日本国大使（由利本荘市）
- 木村雄太：千葉ロッテマリーンズ、学生時代に西武球団から裏金を受け取る不祥事（鹿角市）
- 工藤幹夫：日本ハム、20勝投手、指の骨折後日本シリーズでサプライズ登板（由利本荘市）
- 工藤泰成：阪神タイガース（秋田市）
- 近藤芳久：広島東洋カープ・千葉ロッテマリーンズ、1993年にリーグ1位の60登板（三種町）
- 後藤光尊：オリックス・ブルーウェーブ・オリックス・バファローズ・東北楽天ゴールデンイーグルス・石川ミリオンスターズ（八郎潟町）
- 斎藤茂樹：明治大学硬式野球部監督
- 嵯峨健四郎：東映フライヤーズ
- 佐々木吉郎：大洋ホエールズ、完全試合投手（秋田市）
- 佐藤純一：近鉄バファローズ、プロ野球審判員
- 佐藤宏樹：福岡ソフトバンクホークス
- 進藤拓也：横浜DeNAベイスターズ投手（大仙市）
- 菅原勝矢：読売ジャイアンツ（大館市）
- 攝津正：福岡ソフトバンクホークス、2012年沢村賞獲得（秋田市）
- 高山郁夫：西武ライオンズ、広島東洋カープ、福岡ダイエーホークス（大館市）
- 滝田政治：大映スターズ等（秋田市）
- 竹内昌也：阪神タイガース、日本ハムファイターズ（にかほ市）
- 築地俊龍：立教大学野球部、函館オーシャン。（五城目町）
- 中川申也：阪神タイガース（横手市）
- 中嶋聡：阪急・西武・横浜・日本ハム、オリックス・バファローズ監督（北秋田市）
- 成田翔：千葉ロッテマリーンズ（秋田市）
- 仁部智：広島東洋カープ（由利本荘市）
- 藤田太陽：阪神、西武、ヤクルト（秋田市）
- 高橋功一：オリックス・ブルーウェーブ（能代市）
- 松本豊：横浜大洋ホエールズ（仙北市）
- 三浦正行：大洋ホエールズ（秋田市）
- 三平晴樹：大毎オリオンズ
- 武藤一邦：ロッテオリオンズ（大仙市）
- 村田辰美：近鉄バファローズ（横手市）
- 山浅龍之介：中日ドラゴンズ（由利本荘市）
- 山田久志：阪急ブレーブス、通算284勝・勝率0.631、史上初の3年連続MVP、中日監督（能代市）
- 渡辺誠太郎：阪神タイガースなど、投手兼野手（秋田市）

### サッカー
- 伊藤卓：名古屋グランパスエイト
- 大友竜輔：アスルクラロ沼津（大仙市）
- 奥寺康彦：横浜FC会長、1.FCケルンでプレーするなど日本人プロの草分け（鹿角市）
- 加賀健一：モンテディオ山形（潟上市）
- 小野敬輔：ブラウブリッツ秋田（秋田市）
- 鎌田斗来：ブラウブリッツ秋田U-18（秋田市）
- 熊林親吾：幼少期は北海道在住、ブラウブリッツ秋田（秋田市）
- 小松晃：神戸学院大学サッカー部監督（由利本荘市）
- 下田光平：V・ファーレン長崎（秋田市）
- 鈴木健児：ブラウブリッツ秋田（秋田市）
- 摂津颯登：モンテディオ山形（湯沢市）
- 高橋潤哉：モンテディオ山形（秋田市）
- 田口光久：サッカー日本代表、三菱重工（秋田市）
- 土屋健太：ブラウブリッツ秋田（秋田市）
- 中野吉之伴：ドイツで活動するサッカー指導者
- 藤島信雄：サッカー日本代表、日本鋼管（秋田市）
- 山内友喜

### ラグビー
- 石山次郎：元ラグビー選手
- 児玉樹
- 齊藤剣:NTTコミュニケーションズシャイニングアークス
- 佐々木陽丞：釜石シーウェイブス
- 佐藤勇人：NTTコミュニケーションズシャイニングアークス（潟上市）
- 猿田湧:明治大学ラグビー部
- 鈴木学
- 寺田大樹：サントリーサンゴリアス
- 土肥恵太
- 照井貴大：リコーブラックラムズ
- 船木頌介：キヤノンイーグルス
- 相原汰郎
- 安藤泰洋（男鹿市）
- 伊藤護（男鹿市）
- 加藤昭仁
- 加藤広人（秋田市）
- 小嶋信哉
- 小島燎成
- 桜庭吉彦
- 佐藤平
- 猿田智広
- 柴田凌光
- 菅原大志
- 瀬下和夫
- 内藤慎平（秋田市）
- 夏井大輔
- 奈良望
- 成田秀平
- 濱野隼也
- 平塚純司
- 藤谷淳（男鹿市）
- 保坂豪（秋田市）
- 三浦昌悟
- 三浦駿平
- 山内貴之
- 宮川智海
- 村井佑太朗
- 横山陽介（秋田市）
- 吉田義人：世界選抜に3度選出（史上唯一）、明治大学ラグビー部監督（男鹿市）

### バレーボール
- 佐々木千紘：ヴィクトリーナ姫路（大仙市）
- 佐藤美弥：日立リヴァーレ（秋田市）
- 宇佐美大輔：全日本男子（横手市）
- 江畑幸子：2012ロンドンオリンピック銅メダルメンバー、2010世界選手権銅メダルメンバー、2011モントルーバレーマスターズ金メダル・ベストアタッカー賞（秋田市）
- 菊地洋之：NECブルーロケッツ（湯沢市）
- 菅原貞敬：東京オリンピック銅メダルメンバー（能代市）
- 荒木田裕子：モントリオールオリンピック金メダルメンバー（仙北市）
- 利部陽子：ロサンゼルスオリンピック銅メダルメンバー（秋田市）
- 山内美加：ダイエー（国内プロ契約第1号）、バルセロナオリンピック、アトランタオリンピック日本代表（由利本荘市）
- 土井さくら：日立リヴァーレ（秋田市）
- 野中瑠衣：日立Astemoリヴァーレ（秋田市）

### バスケットボール
- 石井秀生：秋田ノーザンハピネッツ、埼玉ブロンコス（能代市）
- 大場清悦：ゼクセル、秋田ノーザンハピネッツゼネラルマネージャー（三種町）
- 菊地勇樹：秋田ノーザンハピネッツ（潟上市）
- 加藤廣志：能代工業高校（藤里町）
- 加藤三彦：秋田県立能代工業高等学校、リンク栃木ブレックス（横手市）
- 田口成浩：バスケットボール男子日本代表、秋田ノーザンハピネッツ（仙北市）
- 高橋憲一：日立電線ブルドッグス、仙台89ERS、岩手ビッグブルズ、青森ワッツ、秋田ノーザンハピネッツ（潟上市）
- 館山健太：秋田ノーザンハピネッツ、青森ワッツ（秋田市）
- 塚本鋼平：和歌山トライアンズ、西宮ストークス、B.LEAGUE（藤里町）
- 中村和雄：共同石油、全日本女子、浜松・東三河フェニックス、秋田ノーザンハピネッツヘッドコーチを歴任（男鹿市）
- 長谷川誠：秋田ノーザンハピネッツ（横手市）
- 半田圭史：トヨタ自動車アルバルク（横手市）
- 吉元悠：秋田ノーザンハピネッツ（男鹿市）
- 渡部美代子：三井生命ファルコンズ（八郎潟町）
- 高橋尚毅（湯沢市）

### 相撲
- 大ノ海久光：前頭（井川町）
- 男嶌舟藏：前頭（由利本荘市）
- 大蛇山酉之助：前頭
- 開隆山勘之亟：関脇（潟上市）
- 清國勝雄：大関（湯沢市）
- 清瀬川敬之助：関脇（横手市）
- 清ノ森政夫：前頭（横手市）
- 新海幸藏：関脇（秋田市）
- 豪風旭：関脇、現・押尾川親方（北秋田市）
- 光風貞太郎：小結（由利本荘市）
- 照國萬藏：第38代横綱（湯沢市）
- 出羽湊利吉：関脇（秋田市）
- 両國勇治郎：関脇（大仙市）
- 若ノ海周治：小結（井川町）
- 巴富士俊英：小結（鹿角市）
- 能代潟錦作：大関（藤里町）
- 幡瀬川邦七郎：関脇（湯沢市）
- 花乃湖健：小結（井川町）
- 四ツ車大八：江戸期の前頭（五城目町）

### プロレス
- アポロ菅原（男鹿市）
- 桜庭和志：「IQレスラー」の異名（潟上市）
- ジャイアント落合（男鹿市）
- 菅原拓也（大館市）
- ディック東郷（大館市）
- 福岡晶：JWP認定無差別級王座、『超神ネイガー』の「ネイガー・マイ」としても活動（秋田市）
- 三沢威（大館市）

### 自転車競技
- 高橋松吉：1984年ロサンゼルスオリンピック出場

#### 競輪選手
- 有坂直樹：2006年賞金王。S級S班選手（大仙市）
- 伊藤富士夫：1964年東京オリンピック出場
- 加藤忍：娘は加藤舞（美郷町）
- 加藤武久：1964年東京オリンピック出場
- 加藤舞：女子競輪選手。父は加藤忍
- 高橋耕作：1964年東京オリンピック出場
- 守澤太志：S級S班選手（大仙市）
- 山藤浩三：1971年新人王、1964年東京オリンピック出場

### 陸上競技
- 浅利純子：1993年世界陸上で日本女子マラソン史上初の金メダル（鹿角市）
- 鈴木優花：2024年パリオリンピック女子マラソン日本代表内定者（仙北郡中仙町〈現在の大仙市〉）
- 山田敬蔵：1953年ボストンマラソン優勝（大館市）

### ボクシング
- 榎洋之：OPBF東洋太平洋フェザー級王者（秋田市）
- 工藤政志：WBA世界スーパーウェルター級王者（五城目町）
- 三浦隆司：ボクシング、元WBC世界スーパーフェザー級王者、日本スーパーフェザー級王者（三種町）

### その他
- 五十嵐俊幸：レスリング、アテネオリンピック日本代表（由利本荘市）
- 一ノ関史郎：重量挙げ、1964年東京オリンピック銅メダリスト（八郎潟町）
- 江野麻由子：クロスカントリースキー、シットスキー、2014ソチパラリンピック日本代表（大館市）
- 遠藤幸雄：体操、オリンピックに3回連続出場、金メダル5個獲得（個人2、団体3）（秋田市）
- 太田章：レスリング、ロサンゼルスオリンピック・ソウルオリンピック銀メダリスト（秋田市）
- 小野清子：体操、参議院議員、宮城県生まれ、東京オリンピック団体で銅メダル、 特命担当大臣・国家公安委員長（秋田市）
- 小野喬：体操、オリンピックに4回連続出場、金メダル5個獲得（個人3、団体2）（能代市）
- 小林範仁：ノルディック複合、ユニバーシアード3冠、世界選手権団体優勝（北秋田市）
- 斎藤裕：初代RIZINフェザー級王者、第10代修斗世界フェザー級王者（能代市）
- 佐藤豪則：総合格闘家（秋田市）
- 佐藤満：レスリング、ソウルオリンピック金メダリスト（八郎潟町）
- 澤屋敷純一：キックボクサー
- 菅原弥三郎：レスリング、モントリオールオリンピック銅メダリスト（潟上市）
- 高橋大斗：ノルディック複合、ワールドカップ優勝2回（北秋田市）
- 高橋勇市：アテネパラリンピック金メダリスト（男子マラソン視覚障害1）（横手市）
- 富木謙治：日本合気道協会を設立（仙北市）
- 長崎宏子：水泳、ロサンゼルスオリンピック代表、日本選手権200m8連覇・100m7連覇（秋田市）
- 夏井昇吉：柔道第1回世界選手権優勝（男鹿市）
- 畠山陽輔：ノルディック複合、トリノオリンピック日本代表（大館市）
- 堀野仁：D1ストリートリーガル優勝ドリフトマッスル優勝（秋田市）
- 本間成美：プロボウラー
- 松野ちか：新体操、1990年ベルギーワールドカップ団体日本代表。「おかあさんといっしょ」の「たいそうのおねえさん」（能代市）
- 湊祐介：ノルディック複合、世界選手権団体優勝（北秋田市）
- 柳田英明：レスリング、ミュンヘンオリンピック金メダリスト（八郎潟町）
- フレーモア：競走馬、第3回東京優駿（日本ダービー）優勝（横手市）

## アナウンサー・キャスター・記者・ジャーナリスト

### NHK
- 浅田春奈：NHK（小1から小3まで秋田市）
- 伊藤慶太：NHK、将棋のタイトル戦中継・スポーツ実況など（秋田市）
- 大沼ひろみ：宮城県生まれ、NHK
- 佐藤淳：NHK（大仙市）
- 高田斉：NHK総合テレビ『気象情報』のコーナー（秋田市）
- 竹林宏：NHK（横手市）
- 谷地健吾：NHK、『NHKけさのニュース』メインキャスター（鹿角市）
- 渡辺博栄：NHK総合テレビ『気象情報』のコーナー（三種町）

### キー局
- 大島典子：日本テレビ、現在は営業局業務部専門副部長
- 桜庭亮平：フジテレビ、元ニッポン放送（北秋田市）
- 山王丸和恵：元日本テレビ・他部署に異動（秋田市）
- 長岡杏子：TBS社員・元アナウンサー、旧姓・畑（はた）（横手市）
- 堀井美香：フリーアナウンサー、元TBS（男鹿市生まれ[4]、秋田市育ち[4]）

### ローカル局

#### 県内
- 阿部まみ：元秋田朝日放送
- 幸坂理加：元秋田放送、FIRST AGENT（能代市）
- 後藤美菜子：秋田テレビ、ミス・ワールド日本代表（秋田市）
- 谷桐子：元秋田テレビ・現在はディレクター（秋田市）
- 千田まゆこ：秋田朝日放送（秋田市）
- 藤田友明：ラジオパーソナリティ（能代市）

#### 県外
- 相場詩織：元静岡朝日テレビ
- 石川真紀：元文化放送（秋田市）
- 伊藤永夏：さくらんぼテレビ、元NHK山形放送局（秋田市）
- 小坂深和：山形テレビ（大館市）
- 佐々木瞳：元テレビユー山形（由利本荘市）
- 佐藤幹朗：元中部日本放送（大仙市）
- 筋野裕子：青森放送（湯沢市）
- 須田健太郎：宮城県育ち、北陸放送
- 高橋圭太：元静岡朝日テレビ→元IBC岩手放送→元茨城放送→元秋田テレビ（秋田市）
- 高橋春花：北海道テレビ放送（秋田市）
- 丹後谷愛：元さくらんぼテレビ（秋田市）
- 佐藤修平：朝日放送テレビ（大仙市）

### フリー
- 伊藤綾子：元フリー（セント・フォース所属）、元秋田放送（秋田市）
- 小倉智昭：フリー（オーケープロダクション所属）、元東京12チャンネル
『世界まるごとHOWマッチ』ナレーション、『とくダネ!』メインキャスター（秋田市）
- 加藤多佳子：フリー（ニチエンプロダクション所属）、Oha!4 NEWS LIVEに出演。
- 工藤牧子：フリー、元ミヤギテレビ（秋田市）
- 佐藤健一：フリー（秋田市）
- 櫻田彩子：フリー､エコアナウンサー（能代市）
- 山田透：フリー（キャスト・プラス所属）、元ラジオ関東→元ニッポン放送

### その他のマスコミ関係者
- 橋本五郎：読売新聞特別編集委員（三種町）
- 里見甫：ジャーナリスト、実業家、「阿片王」（能代市）
- 安成貞雄：記者、社会主義運動家（北秋田市）
- 新行市佳 : ニッポン放送アナウンサー
- 熊谷実帆 : ニッポン放送アナウンサー

## 音楽家・歌手

### 女性
- いつか（鹿角市）
- 伊藤サチコ（男鹿市）
- 岩本公水（羽後町）
- 小野花子（秋田市）
- 斉藤京子（北秋田市）
- 桜田淳子：第15回日本レコード大賞最優秀新人賞、紅白9回連続出場、 森昌子・山口百恵とともに「中三トリオ」、『わたしの青い鳥』（秋田市）
- 佐咲紗花（秋田市）
- 佐藤貞子（仙北市）
- 佐藤真理子（大館市）
- 順弘子:演歌歌手（八郎潟町）
- 高田由香：rhythmic（秋田市）
- つばさ（秋田市）
- 成田圭（秋田市）
- hàl（秋田市）
- 藤あや子：紅白出場回数2桁（仙北市）
- 松本英子（秋田市）
- 円山和子（大仙市）
- 三浦サリー（にかほ市）
- 矢野立美（仙北市）
- THE SxPLAY（横手市）

### 男性
- ASAGI：Dのボーカル（能代市）
- 天野正道（秋田市）
- 石井五郎（三種町）
- 石川コウ（由利本荘市）
- 市川慎：ZAN、箏、十七絃奏者（秋田市）
- 伊藤秀志（由利本荘市）
- 因幡晃：『わかって下さい』、アルバム『何か言い忘れたようで』（大館市）
- 今川勉：ECHOES（横手市）
- 上原敏：『妻恋道中』、『裏町人生』（大館市）
- A.B.C.：オフコースの清水仁、松尾一彦、大間ジローによるバンド
- 大坂昌彦：ジャズドラマー（横手市）
- 大間ジロー：オフコース（小坂町）
- 小田島樹人：『おもちゃのマーチ』（鹿角市）
- 小沼ようすけ：ジャズギタリスト（秋田市）
- 小野貴光：AKBグループ、ジャニーズ、他、多数のアニメーション音楽へ楽曲を提供（秋田市）
- 鴉（秋田市）
- 川上剛：ヒルビリー・バップス
- Giga
- 如月大（湯沢市）
- キース：ARB（男鹿市）
- ゴー：ヤドカリ
- 桜庭統：ゲームミュージック
- 佐藤和豊：『Justiφ's』（『仮面ライダー555』主題歌）（大仙市）
- 佐藤菊夫：ウィーン少年合唱団を日本に招へい（秋田市）
- サンノヘシゲカズ：cruyff in the bedroom（秋田市）
- ジミーサムP
- 東海林太郎：第1回紅白出場、紫綬褒章、勲三等瑞宝章、『赤城の子守唄』（秋田市）
- Shinno：NoGoD
- 高橋優（横手市）
- Dutch Training：フジテレビ系ドラマ『モナリザの微笑』挿入歌『stay』がヒット（秋田市）
- 鶴岡雅義：鶴岡雅義と東京ロマンチカ、生誕地は新潟県（横手市）
- 友川カズキ：画家としても活動（三種町）
- 鳥井森鈴：『秋田追分』作者（五城目町）
- とんぼちゃん：市川善光（藤里町）、伊藤豊昇（能代市）（藤里・能代）
- 中田羽後：『おお牧場はみどり』日本語版（大館市）
- なかのやひとし（大仙市）
- Natsuki：DuelJewel
- 成田為三（北秋田市）
- 橋本祥路
- halos（秋田市）
- 深井史郎（秋田市）
- 藤原基央：BUMP OF CHICKEN（秋田市、育ちは千葉県佐倉市）
- マイ・ペース：森田貢を中心に結成、『東京』がヒット（山平和彦がプロデュース）（潟上市）
- 松尾一彦：オフコース（八峰町）
- 村木賢吉：『おやじの海』で47歳にして全日本有線放送大賞最優秀新人賞（鹿角市）
- 山平和彦（潟上市）
- ゆーり：イロクイ。
- 吉崎清富（大館市）

## 芸能人・俳優・声優

### 女性
- あおきさやか
- 茜屋日海夏[5]：声優アイドルグループi☆Risのメンバー、『プリパラ』真中らぁら役
- 浅倉結希：日テレジェニック2010（鹿角市）
- 浅野真澄[6]：埼玉県育ち。童話作家、同人誌作家としても活動。漫画『それが声優!』の作者であり、声優ユニット・イヤホンズの生みの親。イヤホンズの姉貴分の声優ユニット・Aice5のメンバーでもある。（能代市）
- 浅利香津代（秋田市）
- 安宅小百合：劇団四季（秋田市）
- 阿部律子：司会者（秋田市）
- 生駒里奈[7]：乃木坂46 元メンバー（由利本荘市）
- 伊藤麻実子
- いとうまゆ：「おかあさんといっしょ」の「ダンスのおねえさん」、芸能人としても活動（秋田市）
- 加藤夏希（由利本荘市）
- 金谷鞠杏（大館市）
- 河田純子（秋田市）
- 木村美咲：Someday Somewhereメンバー。元pramo・Aither・ライムベリーメンバー（MISAKI）
- 佐々木希：ファッションモデル、
world's 100 Most Beautiful Faces 2010 に日本人で唯一の選出（秋田市）
- 佐藤朱
- 佐藤しのぶ
- 佐藤美佳子（男鹿市）
- 正司花江：かしまし娘（秋田市）
- 鈴木茜（秋田市）
- 鈴木絢音：乃木坂46 元メンバー（大潟村）
- 鈴木梢：ジョイスタッフ所属
- 高橋京子：ファッションモデル（秋田市）
- 壇蜜：東京都育ち、タレント（横手市）
- 津島令子
- 椿千代（仙北市）
- 天寿光希：元宝塚歌劇団星組男役
- 鳥居みゆき：埼玉県育ち、ピン芸人（大仙市）
- 花妃舞音：宝塚歌劇団月組娘役
- ヒラノノゾミ：BiSの元メンバー
- 藤本喜久子
- 古谷静佳
- 三浦初美（秋田市）
- 宮本茉由：ファッションモデル
- 安田聖愛：モデル・女優（潟上市）
- 矢田萌華：乃木坂46 メンバー
- 吉川茉優：アップアップガールズ（2）のメンバー、pramoの元メンバー（MAYU）
- 和田侑子：劇団四季（羽後町）

### 男性
- 阿部薫：『爆竜戦隊アバレンジャー』（秋田市）
- あべ十全：『田吾作音頭』で1974年ポップコン川上賞受賞（由利本荘市）
- 粟津號（男鹿市）
- 石田信之（北秋田市）
- いずみ尚（大館市）
- 大坂志郎（能代市）
- 岡部大：ハナコ (お笑いトリオ)（秋田市）
- 山崎裕太 (湯沢市)
- 奥村公延
- 加藤アツオ
- 加藤善博
- 菊地勇一
- 銀次郎
- 草薙良一（仙北市）
- 琴糸路（北秋田市）
- 齋藤璃佑（横手市）
- 斉藤裕亮 (湯沢市)
- 三遊亭遊里：（落語家）
- 下絛幽太郎：グランジ（秋田市）
- シャバ駄馬男：映画『釣りバカ日誌15 ハマちゃんに明日はない!?』にゲスト出演（秋田市）
- 菅貫太郎（湯沢市）
- 須田祐介 : 声優・俳優（大仙市）
- 高田稔（東成瀬村）
- 高橋司：テレビ朝日映像（秋田市）
- 瀧川鯉舟：落語家（湯沢市）
- 竹内幸輔：あばれヌンチャク（大仙市）
- 立石俊樹：ミュージカル『テニスの王子様』3rdシーズン 幸村精市（大館市）
- 中西英樹
- 永沢たかし：磁石（秋田市）
- 那波一寿（秋田市）
- 日和佑貴
- 布施勇弥（秋田市）
- ブラボー中谷：漫談をしながらの奇術で『笑っていいとも』などに出演（美郷町）
- 牧冬吉（大館市）
- 松本寛也：第16回ジュノン・スーパーボーイ・コンテスト準グランプリ、『魔法戦隊マジレンジャー』、『特命戦隊ゴーバスターズ』（秋田市）
- 丸山博一（秋田市）
- 宮田陽：「宮田陽・昇」、本名は斉藤敬、
漫才新人大賞大賞受賞、文化庁芸術祭賞新人賞受賞
- 柳葉敏郎：一世風靡セピア、『踊る大捜査線』の室井慎次（大仙市）
- 山谷初男：東北人役で映画・テレビ出演多数、角館の劇場「はっぽん館」（仙北市）
- 米内佑希：声優（横手市）
- 渡部秀：第21回ジュノン・スーパーボーイ・コンテスト準グランプリ、『仮面ライダーオーズ』主役（由利本荘市）

## アダルトタレント
- 絵色千佳：AV女優
- 加藤鷹：AV男優（秋田市）
- 白石みく：AV女優
- 弘前亮子：AV女優
- 星野なつ：AV女優
- 松岡セイラ：AV女優
- 森下くるみ：AV女優、文筆活動（秋田市）
- 矢田あき：AV女優
- 篠原杏：AV女優
- 柚月あい：AV女優
- 横山あさ美：AV女優
- 倉多まお：AV女優
- 桐谷まつり：AV女優
- 皆月ひかる：AV女優

## 芸術家
- 池田博穂（大仙市）
- 石井漠：モダンダンスの先駆者（三種町）
- 石川寛（大館市）
- 伊藤俊治：美術評論家・写真評論家・美術史家、東京藝術大学教授（秋田市）
- 大野一雄：北海道生まれ、旧制中学時代の一時期を大館で過ごす、舞踏家（大館市）
- 男鹿和雄：アニメ美術背景画監督（大仙市）
- 小田野直武：秋田蘭画（仙北市）
- 勝平得之：版画家（秋田市）
- 鴻池朋子：現代アーティスト（秋田市）
- 後藤隆幸：アニメーター
- 斎藤寅次郎：喜劇映画監督（由利本荘市）
- 佐々木康（横手市）
- 佐竹義敦：久保田藩藩主、号は曙山、秋田蘭画
- 佐藤道信：日本美術史、東京藝術大学美術学部芸術学科教授（由利本荘市）
- 館岡栗山：日本画家、院展特待無鑑査（秋田市）
- 寺崎広業：日本画家（秋田市）
- 中村征夫（潟上市）
- 中村政人：NPOゼロダテ理事長、『3331 Arts Chiyoda』の統括ディレクター、美術家（大館市）
- 長澤雅彦（大館市）
- 成田裕介
- 土方巽：舞踏家、暗黒舞踏創始者、アスベスト館（羽後町）
- 平福百穂：日本画家（仙北市）
- 福田笑迎（五城目町）
- 福田豊四郎：日本画家（小坂町）
- 山本タカト：画家
- 若松節朗（秋田市）
- 鷲尾天：アニメプロデューサー、『釣りバカ日誌』、『ふたりはプリキュア』（秋田市）

## 学者

### 自然科学
- 遠藤章：化学者（由利本荘市）
- 小玉健吉：生物学者（潟上市）
- 斎藤靖二：地質学者
- 鈴木敬信：天文学者（秋田市）
- 田所哲太郎：生化学者（能代市）
- 山本時男：生物学者（能代市）
- 安藤昌益：医学者（大館市）
- 佐藤信淵：農学者、国学者（羽後町）
- 鳥潟右一：工学者（大館市）
- 日沼頼夫：医学者・ウイルス学者（八峰町）
- 二木謙三：医学者（秋田市）
- 物部長穂：土木工学者（大仙市）
- 吉本高志：医学者、東北大学総長（秋田市）
- 佐貫亦男：航空宇宙評論家（横手市）

### 社会科学
- 赤根谷達雄：政治学者（秋田市）
- 五十嵐武士：政治学者
- 泉宏之：会計学者（横手市）
- 佐々木克：歴史学者（大仙市）
- 佐々木毅：政治学者、元東京大学総長（美郷町）
- 笹山晴生：歴史学者（横手市）
- 佐藤主光：経済学者（秋田市）
- 佐藤隆三：経済学者（湯沢市）
- 須田一幸：会計学者
- 平覚：法学者
- 田口富久治：政治学者
- 円谷弘：社会学者、初代日本大学理事長（角館町）
- 納家政嗣：国際政治学者
- 西村幸次郎：法学者（湯沢市）

### 人文科学
- 荒井献：宗教学者（大仙市）
- 石田収蔵：人類学者（鹿角市）
- 遠藤熊吉：教育者（横手市）
- 小野源蔵：教育者（五城目町）
- 狩野亨吉：教育者（大館市）
- 木村謹治：ドイツ文学者（五城目町）
- 工藤力男：日本語学者（秋田市）
- 瀬川清子：民俗学者（鹿角市）
- 棚橋正博：日本近世文学研究者（秋田市）
- 内藤湖南：東洋史学者（鹿角市）
- 根本通明：儒学者、漢学者（大仙市）
- 平田篤胤：国学者（秋田市）
- 宮塚利雄：北朝鮮史研究家（由利本荘市）

## 実業家
- 新谷明弘：秋田銀行代表取締役頭取（五城目町）
- 伊藤新：北都銀行代表取締役頭取（秋田市）
- 伊藤助成：日本生命保険社長、経団連副会長（羽後町）
- 上田準二：ファミリーマート代表取締役社長（横手市）
- 近江谷栄次：衆議院議員、秋田県の港湾築港と火力発電の先駆的存在（秋田市）
- 近藤泰助：医療、農業事業（五城目町）
- 斉藤永吉：北都銀行頭取、フィデアホールディングス取締役（秋田市）
- 齋藤憲三：TDK創業者（にかほ市）
- 佐藤登：サムスンSDI常務取締役（横手市）
- 佐藤義亮：新潮社創立者（仙北市）
- 東海林武雄：旭電化工業（現ADEKA）社長、日本専売公社総裁（秋田市）
- 進藤孝生：新日鐵住金社長、日本経団連副会長（秋田市）
- 菅礼之助：東京電力会長、藤田組（現DOWAホールディングス・藤田観光）会長（湯沢市）
- 田口三昭：バンダイナムコホールディングス代表取締役社長・日本商品化権協会副理事長（大仙市）
- 寺田典城：参議院議員、秋田県知事、石油小売会社・建設会社社長（大仙市）
- 長崎惣之助：日本国有鉄道総裁（秋田市）
- 中田錦吉：住友総理事
- 畠澤守：東芝副社長（大館市）
- 福岡易之助：白水社創業者（横手市）
- 保坂嘉弘：マッグガーデン代表取締役社長
- 町田睿：富士銀行取締役常務、荘内銀行頭取、フィデアホールディングス取締役会議長、北都銀行取締役会長（美郷町）
- 湊屋隆夫：秋田銀行代表取締役頭取（秋田市）
- 嶺脇育夫：タワーレコード代表取締役社長（北秋田市）
- 山下太郎：アラビア石油創業者（横手市）
- 神山治貴：マクニカ創業者
- メンズモンズ:鉄興創業者

## 作家・漫画家・詩人
- 青江舜二郎：劇作家（秋田市）
- 蒼山サグ
- あっきう
- 石井三友（五城目町）
- 石井露月：歌人、小説家（秋田市）
- 石川達三：芥川賞作家（横手市）
- いずみべる（秋田市）
- 板垣雅也
- 一ノ関圭（大館市）
- 伊藤永之介（秋田市）
- 伊藤実：『おがみ松吾郎』
- 今野賢三：プロレタリア文学小説家（秋田市）
- 今村友紀：文藝賞
- 入江紀子
- 岩本直輝
- 内舘牧子：脚本家、連続テレビ小説『ひらり』、『私の青空』、大河ドラマ『毛利元就』
横綱審議委員、東京都教育委員、ノースアジア大学客員教授（秋田市）
- えのきどいちろう：コラムニスト（秋田市）
- 遠藤浩輝
- 大滝重直
- おおひなたごう（羽後町）
- 奥田ひとし（大仙市）
- かかし朝浩
- 加藤富夫：芥川賞候補（湯沢市）
- 加藤正人：脚本家（能代市）
- 金子洋文：参議院議員、プロレタリア文学小説家、劇作家（秋田市）
- 元祖爆笑王：放送作家（秋田市）
- きくち正太（横手市）
- 北嶋南五：五城目町長（五城目町）
- 木村知夫
- 草皆五沼：医師（能代市）
- 倉田よしみ：『味いちもんめ』（秋田市）
- クリスタルな洋介（由利本荘市）
- 小嵐九八郎：吉川英治文学新人賞、直木賞候補（能代市）
- 小池一夫：『子連れ狼』でアイズナー賞・漫画の殿堂入り、『クライング フリーマン』（大仙市）
- 小杉天外（美郷町）
- 小林多喜二（大館市）
- 小牧近江：社会運動家（秋田市）
- 小松直之（男鹿市）
- 今野隼史（由利本荘市）
- 後藤宙外（大仙市）
- 西東栄一
- 櫻田陽子：童話作家（三種町）
- 佐藤嘉尚：作家、編集者（能代市）
- 嵩瀬ひろし：なぞなぞ作家（秋田市）
- 高橋よしひろ（東成瀬村）
- 高屋良樹：ちみもりを
- 田口掬汀（仙北市）
- 武田すん
- 竹野雅人
- 竹村洋平（大仙市）
- 谷藤満（秋田市）
- 千葉治平：直木賞作家（仙北市）
- 土田世紀：『俺節』、『編集王』、『ギラギラ』、『同じ月を見ている』（横手市）
- 藤丞めぐる
- 豊島ミホ：小説家（湯沢市）
- 中村徳也（五城目町）
- 成田サトコ
- 西木正明：直木賞作家（仙北市）
- 野尻靖之：オフィス・トゥー・ワン所属、脚本家・構成作家（放送作家）
- 羽柴麻央
- 蓮見圭一（秋田市）
- 畑澤聖悟：劇作家・演出家・脚本家・放送作家・俳優・高校教員・渡辺源四郎商店(劇団)（五城目町）
- 華桜小桃：『みこすり半劇場』
- 花家圭太郎
- ハルミチヒロ
- 姫神ヒロ
- 藤谷陽子
- 藤本タツキ（にかほ市）
- 星崎龍
- 松田解子（大仙市）
- 窓ハルカ（男鹿市）
- 三木笙子
- 三村竜介：官能小説家
- 宮腰義勝（能代市）
- 美和剛：（佐藤貞夫）（羽後町）
- 守村大（大館市）
- 八木隆一郎：劇作家、脚本家（能代市）
- 矢口高雄：『釣りキチ三平』、『幻の怪蛇バチヘビ』（横手市）
- 安成二郎：俳人（北秋田市）
- 矢田津世子（五城目町）
- 山田順子（由利本荘市）
- やまと虹一
- 米田淳一
- 依田沙江美
- 若宮健
- 渡辺喜恵子：直木賞作家『馬淵川』『啄木の妻』他（北秋田市）
- 渡辺銀雨（五城目町）
- 和田真由美：4コマ漫画作家

## その他
- 石川理紀之助：明治から大正期の農業指導者。秋田県種苗交換会の先覚者。生涯を農村の更生、農家の救済、農業の振興のために捧げ、秋田の二宮尊徳と呼ばれた（潟上市）
- 泉谷力治：（五城目町）
- 伊藤優孝
- 泉谷閑示：精神科医、音楽家、評論家（横手市）
- 大石孫右衛門：富津内川の河川改修、新田開発（五城目町）
- 金易二郎：日本将棋連盟会長、名誉九段、「棋士番号」が1番（羽後町）
- 菊池和子：きくち体操創始者（大仙市）
- 佐藤章：飛行家（美郷町）
- 相馬計二：桐蔭横浜大学客員教授
- 高橋晋平：株式会社ウサギ代表取締役（北秋田市）
- 高群佐知子：東京都育ち、女流棋戦決勝三番勝負進出（準優勝）2回
- 及位ヤヱ：女性パイロットの草分け、『雲のじゅうたん』のモデルの一人（三種町）
- 野原ひろし：双葉商事係長
- 藤井玄淵：龍角散の創始者。六郷に住み、大曲にも長く住していた[8]
- 藤井玄信：秋田藩の医者。
- 藤井正亭治：佐竹義堯の御典医。大曲と江戸とを行き来する生活であったという[9]
- 藤井得三郎：正亭治の長男。今の秋田県大曲の出身[10]で、族籍は東京府平民[11]。
- 藤原美智子：ヘアメイクアーティスト（横手市(旧山内村)）
- 宮田利男：棋戦準優勝3回、羽生善治のデビュー戦の相手（大仙市）
- 柳家小平太：落語家（仙北市）
- 大和：日本プロ麻雀連盟所属のプロ雀士
- 了翁道覚：教育・福祉・公共事業に貢献（湯沢市）
- 和井内貞行：十和田湖の開発（鹿角市）
- 渡辺彦太郎：馬場目側流域の河川改修、新田開発（五城目町）

## 秋田県にゆかりのある人物
- 浅田春奈：NHKアナウンサー。初任地がNHK秋田放送局
- 阿部渉：NHKアナウンサー。初任地が秋田局
- 一柳亜矢子：NHKアナウンサー。初任地が秋田局
- 落合福嗣：声優。父の落合博満が男鹿市出身
- 片桐千晶：フリーアナウンサー。最初の就職先が秋田テレビ
- 片山智彦：NHKアナウンサー。初任地が秋田局
- 塩地美澄：フリーアナウンサー。最初の就職先が秋田朝日放送
- 椿鬼奴：お笑い芸人。夫のグランジ（お笑いトリオ）の佐藤大が秋田市出身
- 中川安奈：元NHKアナウンサー。初任地が秋田局
- 藤重博貴：NHKアナウンサー。初任地が秋田局
- 渡辺健太：NHKアナウンサー。初任地が秋田局
- 渡部建：お笑いコンビアンジャッシュのメンバー。妻の佐々木希が秋田市出身
- 矢吹奈子：元HKT48。母が大仙市出身
- 武藤十夢&小麟姉妹：十夢が元AKB48・小麟がAKB48。母親が大館市出身
- 込山榛香：AKB48。祖母が出身